# Efecto Ken Burns

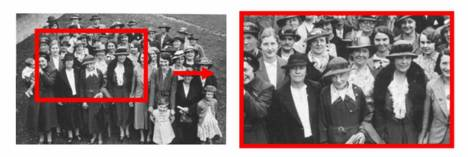
Estas imágenes ilustran el Efecto Ken Burns.

El efecto Ken Burns es una técnica de edición de vídeo habitual consistente al hacer zoom y mover una imagen originalmente fija, normalmente una fotografía. El uso de esta técnica es anterior a Ken Burns, pero se asocia a él porque fue utilizada por este en sus documentales de la Guerra Civil de los Estados Unidos, de igual manera que se  asocia el Dolly Zoom al director Alfred Hitchcock.
El nombre del efecto Ken Burns fue utilizado por Apple Computer en 2003 para una función en su software iMovie 3. La característica permite una técnica ampliamente utilizada para la integración de las fotografías en películas. Un zum o desplazamiento aparece con paso lento, también conocido como efecto Pan. A su misma vez, pueden aparecerse transiciones y movimientos hacia el exterior. El nombre deriva de un uso extensivo de la técnica por parte del documentalista americano Ken Burns.
Steve Jobs contactó a Burns para obtener el permiso del cineasta para usar el término "Ken Burns Effect" para el software de producción de vídeo de Apple (la descripción había sido el título de trabajo interno de Apple mientras la función estaba en desarrollo). Burns declinó inicialmente, diciendo que él no permitió que su nombre fuera usado para propósitos comerciales.  Jobs entregó a Burns  "algunos equipos para organizaciones sin fines de lucro" a cambio del permiso para utilizar el término en el producto de Apple.